# 嘉兴市第一医院
嘉兴市第一医院又称嘉兴大学附属医院，是一所位于中華人民共和國浙江省嘉兴市南湖区中环南路1882号的医院，佔地面積2萬平方米，建築面積4.09萬平方米。

## 歷史
始建于1920年，當時為法國天主教巴黎仁愛會聖心醫院。1951年被嘉興市人民政府接管。1952年2月，與嘉興市人民政府衛生所合併為嘉興市立醫院。1954年更名為嘉兴市第一医院。

## 外部鏈接
- 官方网站